# Kolencentrales in Nederland

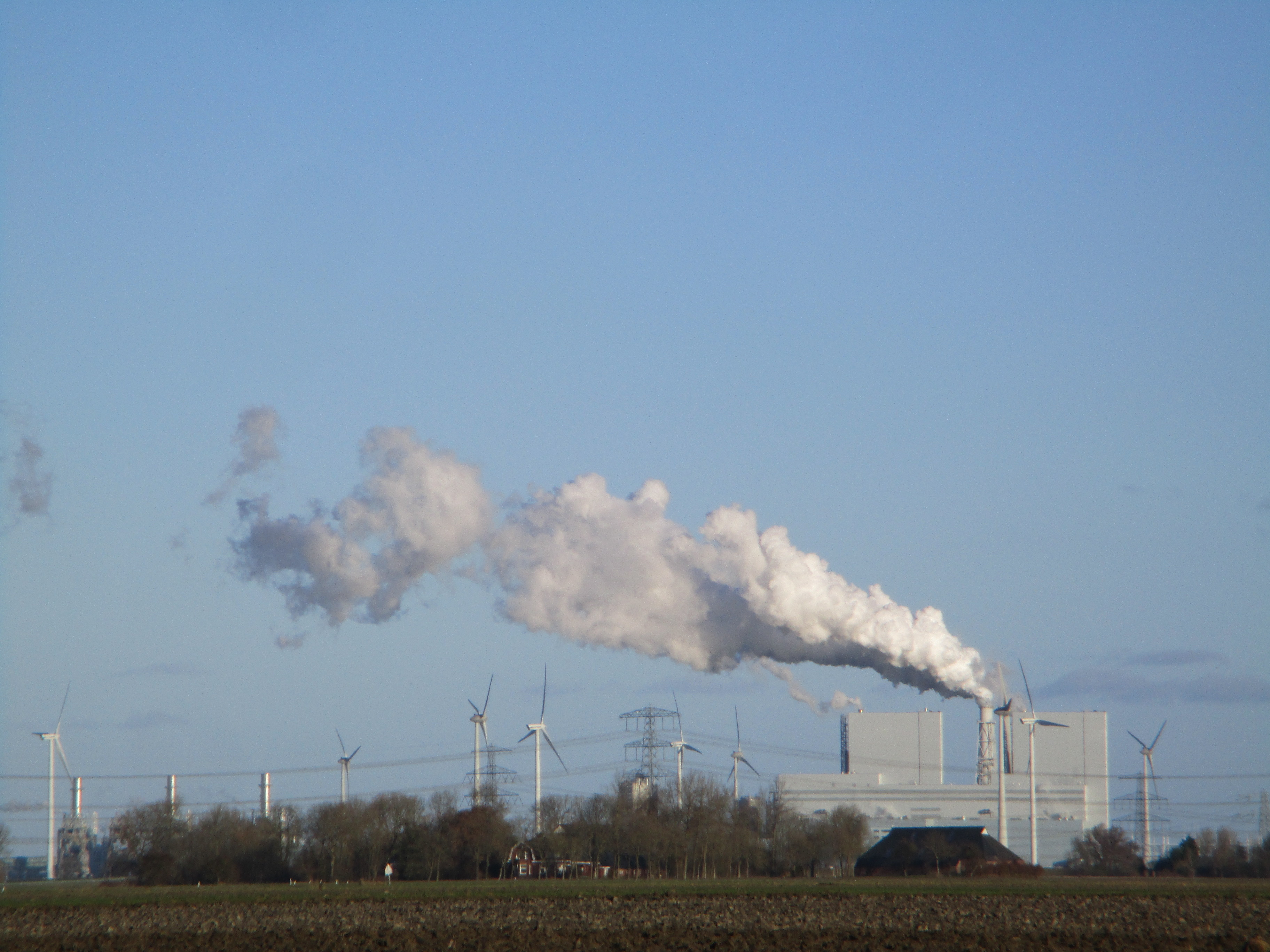
De in 2015 in bedrijf genomen Eemshavencentrale

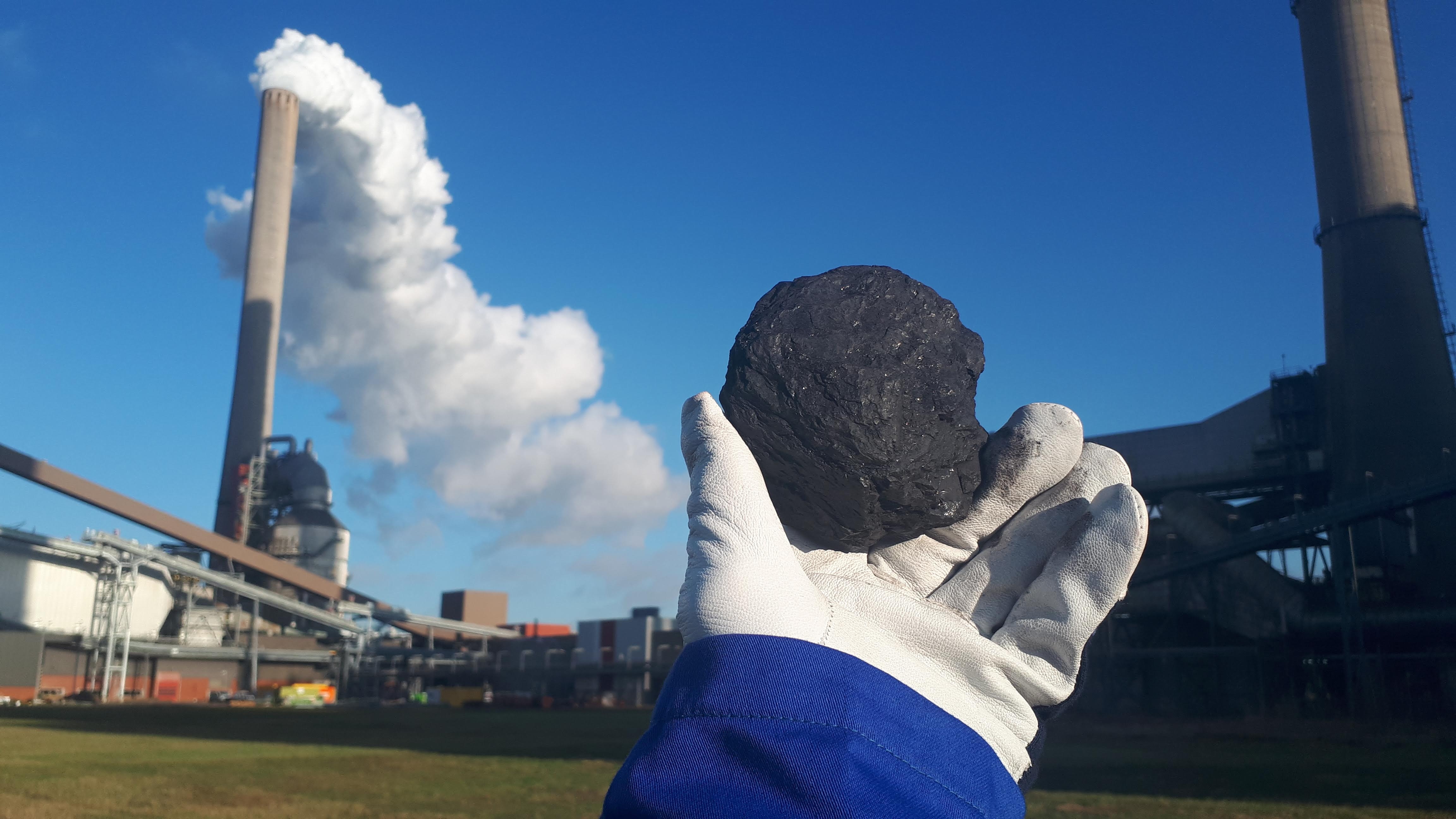
Stuk steenkool voor de op biomassa overschakelende Amercentrale in Geertruidenberg

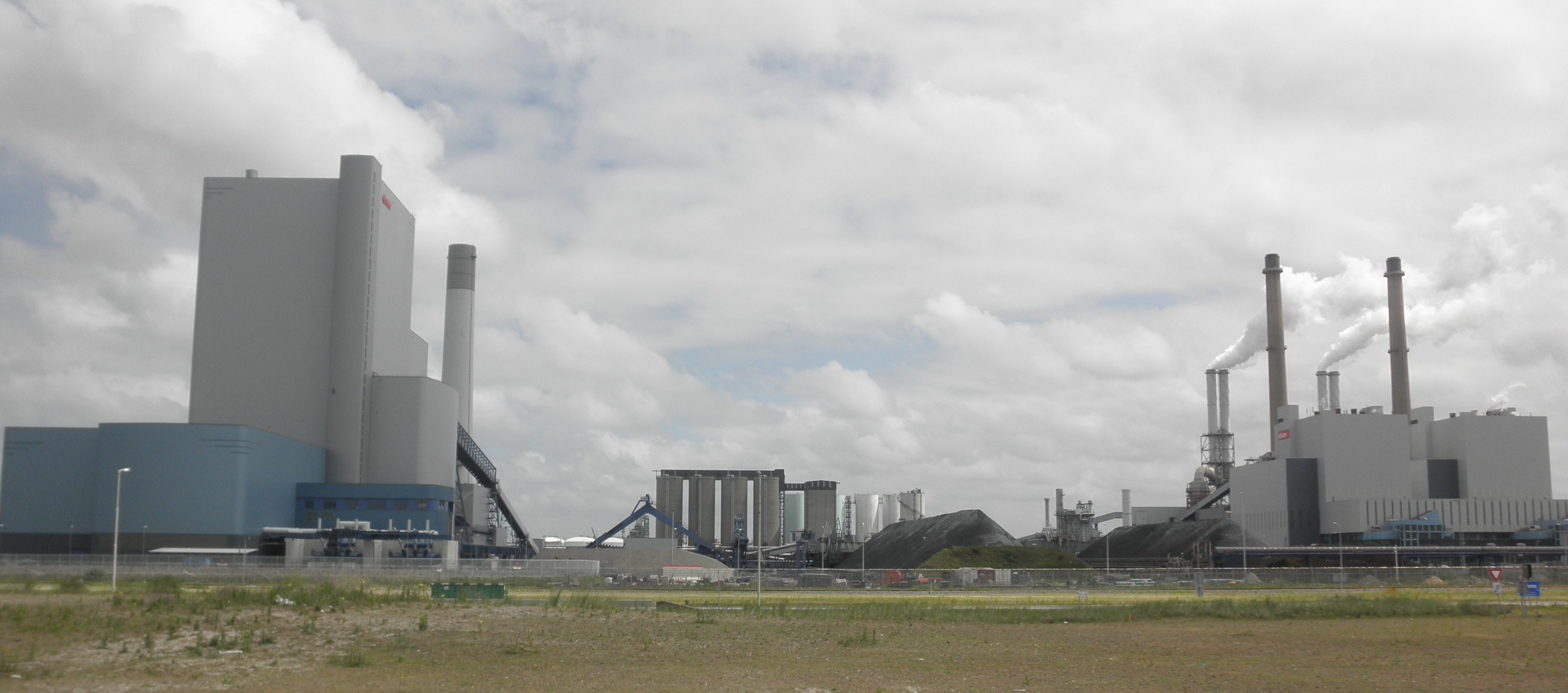
De Centrale Maasvlakte: MPP3 (links) en Maasvlakte I & II (rechts)

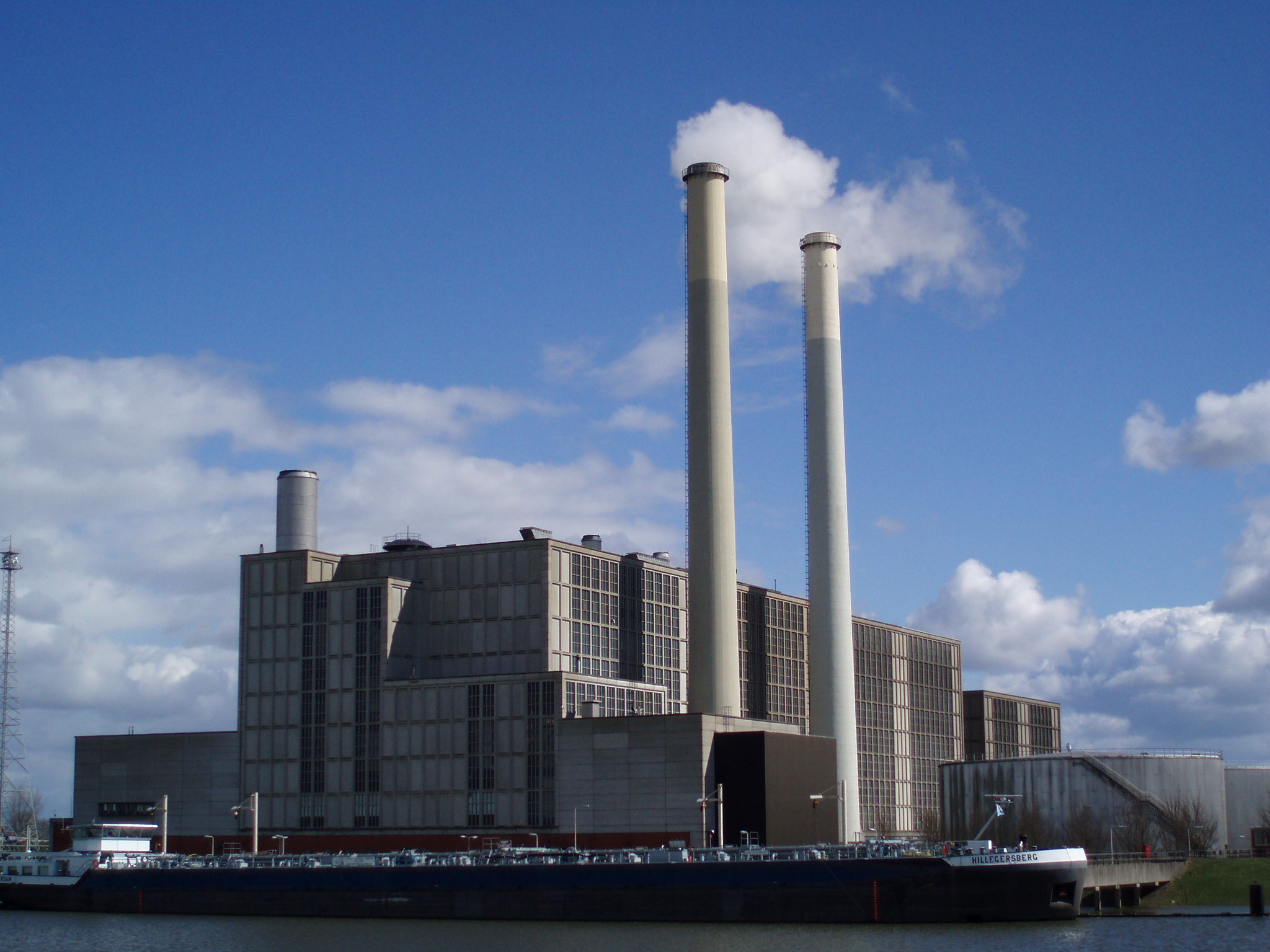
De IJsselcentrale te Zwolle (foto is van 2006, centrale is gesloopt

Dit artikel behandelt kolencentrales in Nederland.
De eerste openbare elektriciteitscentrale van Nederland werd in 1886 in Kinderdijk gebouwd, deze centrale maakte gebruik van steenkool. De meeste recente kolencentrales werden in 2015 en 2016 in bedrijf genomen. Met de invoering van de Wet verbod op kolen bij elektriciteitsproductie eind 2019 is het vanaf 2030 voor alle elektriciteitscentrales in Nederland verboden om kolen als brandstof te gebruiken. In 2020 zijn er in Nederland nog vier kolencentrales actief.

## Aandeel productie en CO2uitstoot
In november 2015 leverden tien kolencentrales 28,7% van alle elektriciteit in Nederland. Zij waren gezamenlijk verantwoordelijk voor 8% van de CO2-uitstoot en vormden daarmee een belangrijk onderdeel van de Nederlandse en internationale milieuproblematiek. In april 2017 leverden de zeven overgebleven centrales circa 35% van alle stroom en veroorzaakten zij een CO2-uitstoot van 25 megaton oftewel ruim 10% van alle CO2-uitstoot van Nederland.
In 2019 waren er nog vijf kolencentrales operationeel in Nederland, zij leverden in dat jaar 14% van alle elektriciteit en veroorzaakten de uitstoot van 13,9 megaton CO2 (33% van de uitstoot door elektriciteitsproductie, 7,6% van de totale uitstoot in Nederland). Het aandeel in de elektriciteitsproductie daalde in 2021 tot 14,0%. Echter de Oorlog in Oekraïne in 2022, oplopende energieprijzen en zorgen om de gasvoorraad in de Nederlandse opslag maakt dat meer steenkool verbruikt zal gaan worden.

## Centrales

### Huidige centrales
In januari 2017 waren er nog zeven Nederlandse kolencentrales in bedrijf. Op 1 juli 2017 werden er twee (Maasvlakte I & II) gesloten. In december 2019 werd de laatste kolengestookte eenheid van de Centrale Hemweg buiten gebruik gesteld. De sluiting van de Riverstone Centrale op de Maasvlakte stond gepland voor begin 2022, maar deze blijft voorlopig open óf voor de compensatie die de overheid biedt óf om bij te dragen aan de grotere vraag naar steenkolen door de zorgen om de gasopslag. Eind 2024 was de hele Amercentrale over op het stoken van biomassa en resteren er nog drie kolencentrales.
| Centrale                | Naam eenheid   | Producent  | Plaats                 | Type eenheid | Hoofd- brandstof    | Nominaal vermogen (MW) | In bedrijf | Sluiting       |
| ----------------------- | -------------- | ---------- | ---------------------- | ------------ | ------------------- | ---------------------- | ---------- | -------------- |
| Onyx Centrale Rotterdam | Missouriweg 69 | Riverstone | Maasvlakte (Rotterdam) | Steenkool    | Steenkool/ biomassa | 731                    | 2015       | Uiterlijk 2030 |
| Centrale Maasvlakte     | MPP3           | Uniper     | Maasvlakte (Rotterdam) | Steenkool    | Steenkool/ biomassa | 1.070                  | 2016       | Uiterlijk 2030 |
| Eemshavencentrale       |                | RWE        | Eemshaven              | Steenkool    | Steenkool/ biomassa | 1.560 (2x780)          | 2015       | Uiterlijk 2030 |

### Voormalige centrales
| Centrale                          | Naam eenheid  | Producent  | Plaats                 | Type eenheid                       | Hoofd- brandstof                 | Nominaal vermogen (MW) | In bedrijf | Sluiting                                   |
| --------------------------------- | ------------- | ---------- | ---------------------- | ---------------------------------- | -------------------------------- | ---------------------- | ---------- | ------------------------------------------ |
| Amercentrale                      | Amer-9        | RWE        | Geertruidenberg        | Steenkool                          | Biomassa (80%) / steenkool (20%) | 600                    | 1994       | 31 december 2024 volledig over op biomassa |
| Amercentrale                      | Amer-8        | RWE        | Geertruidenberg        | Steenkool                          | Steenkool                        | 645                    | 1981       | 2015                                       |
| Centrale Hemweg                   | Hemweg-8      | Vattenfall | Amsterdam              | Steenkool                          | Steenkool                        | 630                    | 1994       | 23 december 2019                           |
| Centrale Maasvlakte               | Maasvlakte I  | Uniper     | Maasvlakte (Rotterdam) | Steenkool                          | Steenkool/ biomassa              | 480                    | 1973       | 1 juli 2017                                |
| Centrale Maasvlakte               | Maasvlakte II | Uniper     | Maasvlakte (Rotterdam) | Steenkool                          | Steenkool/ biomassa              | 480                    | 1974       | 1 juli 2017                                |
| Elektriciteitscentrale Gelderland | Gelderland-13 | Engie      | Nijmegen               | Steenkool                          | Steenkool                        | 602                    | 1982       | 2015                                       |
| IJsselcentrale                    | Harculo-60    | Engie      | Harculo (Zwolle)       | Steenkool, later aardgas/ biomassa | Steenkool (tot 1983)             | 135                    | 1955       | 1983 Steenkool                             |
| Kolencentrale Borssele            | Borssele-12   | EPZ        | Borssele               | Steenkool                          | Steenkool                        | 406                    | 1987       | 2015                                       |
| Maascentrale                      |               | PLEM       | Buggenum               | Steenkool                          | Steenkool                        |                        | 1954       | 1996                                       |
| Willem-Alexander Centrale         | Buggenum-7    | Vattenfall | Buggenum               | KV-STEG                            | Steenkool                        | 253                    | 1994       | 2013                                       |

## Problematiek

### Milieu-impact

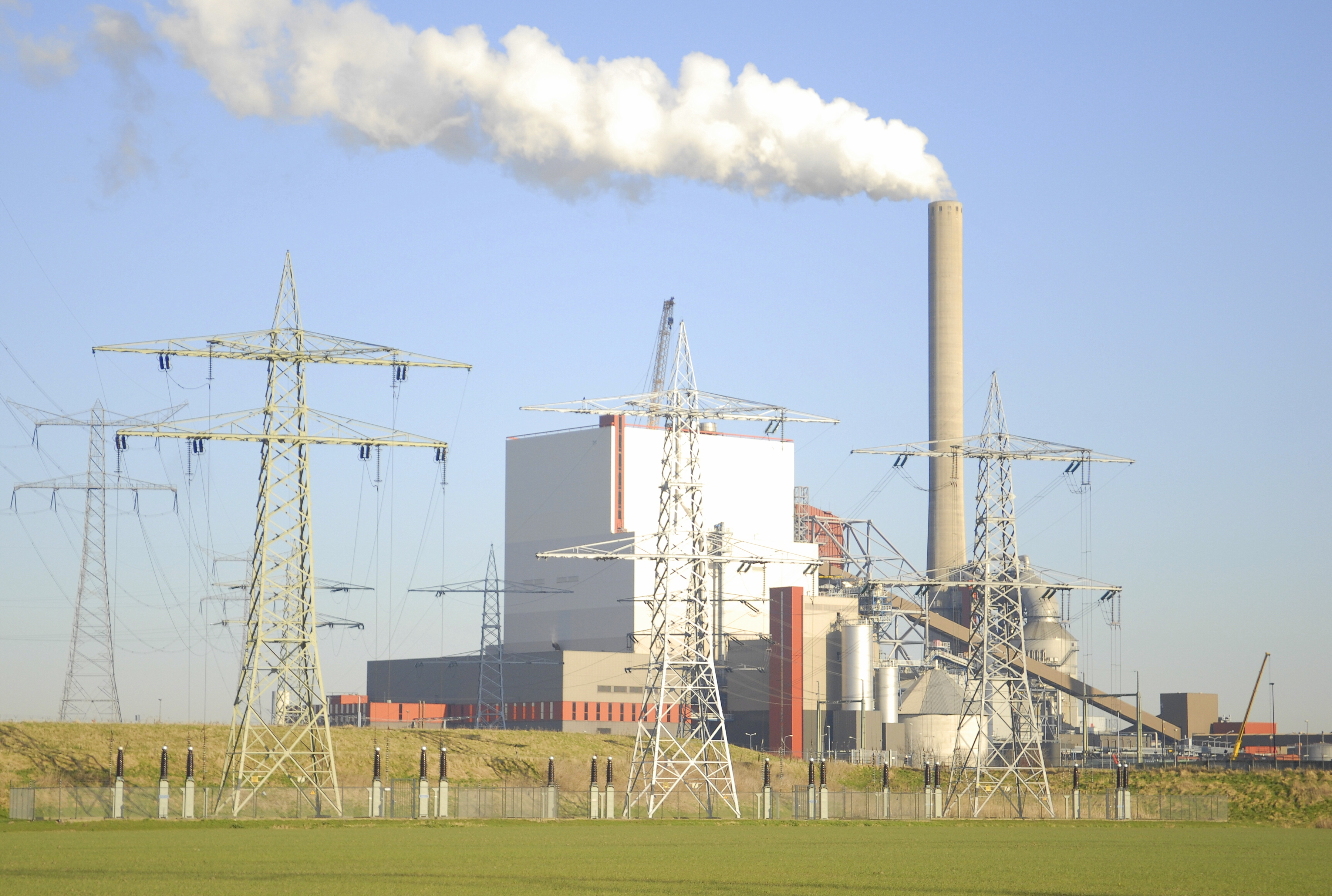
De Amercentrale (2011) in Geertruidenberg. Eenheid 8 sloot in 2015, over eenheid 9 is men verdeeld

In november 2015 waren tien kolencentrales samen verantwoordelijk voor 8% van de Nederlandse CO2-uitstoot. In 2015 was de totale CO2-uitstoot van alle elektriciteitscentrales in Nederland 51,5 miljoen ton, een toename van 12% ten opzichte van 2014. Dit was grotendeels te wijten aan de inbedrijfsname van de drie nieuwe kolencentrales RWE Eemshavencentrale, Engie Centrale Rotterdam en Uniper MPP3, samen goed voor 12 miljoen ton. Naar schatting zou de sluiting van Amer-8, de Gelderlandcentrale en de Kolencentrale Borssele na 2015 10,6 miljoen ton kooldioxide per jaar schelen. In april 2017 leverden de nog zeven overgebleven centrales circa 35% van alle stroom en veroorzaakten zij een CO2-uitstoot van 25 megaton oftewel ruim 10% van alle CO2-uitstoot van Nederland.
Volgens een studie uit 2014 van Stichting Economisch Onderzoek in opdracht van Natuur & Milieu zou het sluiten van alle kolencentrales tussen de 3,5 en 4,7 miljard euro opleveren. Dat geld hoeft dan namelijk niet meer te worden besteed aan het herstellen van de uitstootschade. Dit houdt onder meer in: schonere lucht, een stabieler klimaat, geen fijnstof en kwik in de lucht en daardoor betere volksgezondheid.

### Mensenrechten bij kolenwinning ("bloedkolen")
Anno 2013 kwam naar schatting 25% van de steenkool die in Nederlandse kolencentrales verstookt wordt uit Colombiaanse mijnen. De steenkoolmijnen liggen in het departement Cesar, waar deze onder slechte arbeidsomstandigheden worden gewonnen, terwijl er zware luchtvervuiling heerst. Bovendien woedt in het gebied al sinds 1964 een gewapend conflict, ook wel bekend als de Colombiaanse Burgeroorlog, tussen regeringstroepen, linkse guerrillastrijders, rechtse paramilitairen en drugsmaffiosi. Voormalige paramilitaire commandanten en getuigen hebben tegenover PAX verklaard dat mijnbouwbedrijven Drummond en Prodeco de paramilitairen, die in de periode 1996–2006 naar schatting 3100 mensen hebben vermoord, hebben gesteund met geld en strategische informatie. Mensenrechtenorganisaties spreken van "bloedkolen" en eisen dat de situatie verbetert of dat Nederland de Colombiaanse kolen boycot. De vijf Nederlandse energiebedrijven E.ON (nu Uniper), EFZ, Essent (onderdeel van RWE), GDF Suez Energie (nu Engie) en Nuon (onderdeel van Vattenfall) ondertekenden daartoe op 23 december 2013 een convenant met Minister van Buitenlandse Handel Lilianne Ploumen.

### Werkgelegenheid
In april 2017 leverden de zeven nog overgebleven centrales werk aan 2800 mensen; een deel van de onderhandelingen over sluiting gaat over een inkomenszekere vertrekregeling voor hen. Op 13 april 2017 demonstreerden zo'n honderd werknemers van Hemweg-8, vergezeld door tientallen werknemers van de Rotterdamse kolenbedrijven om hun zorgen en belangen te benadrukken. Vakbond FNV pleitte voor een kolenfonds van 800 miljoen euro. Voor de Hemweg-8 is volgens Nuon een bedrag van 55 miljoen euro nodig, grotendeels te besteden aan deze vertrekregeling; hiervoor is door verschillende organisaties een crowdfundingsactie gestart.

## Maatschappelijk debat

### Voorgeschiedenis

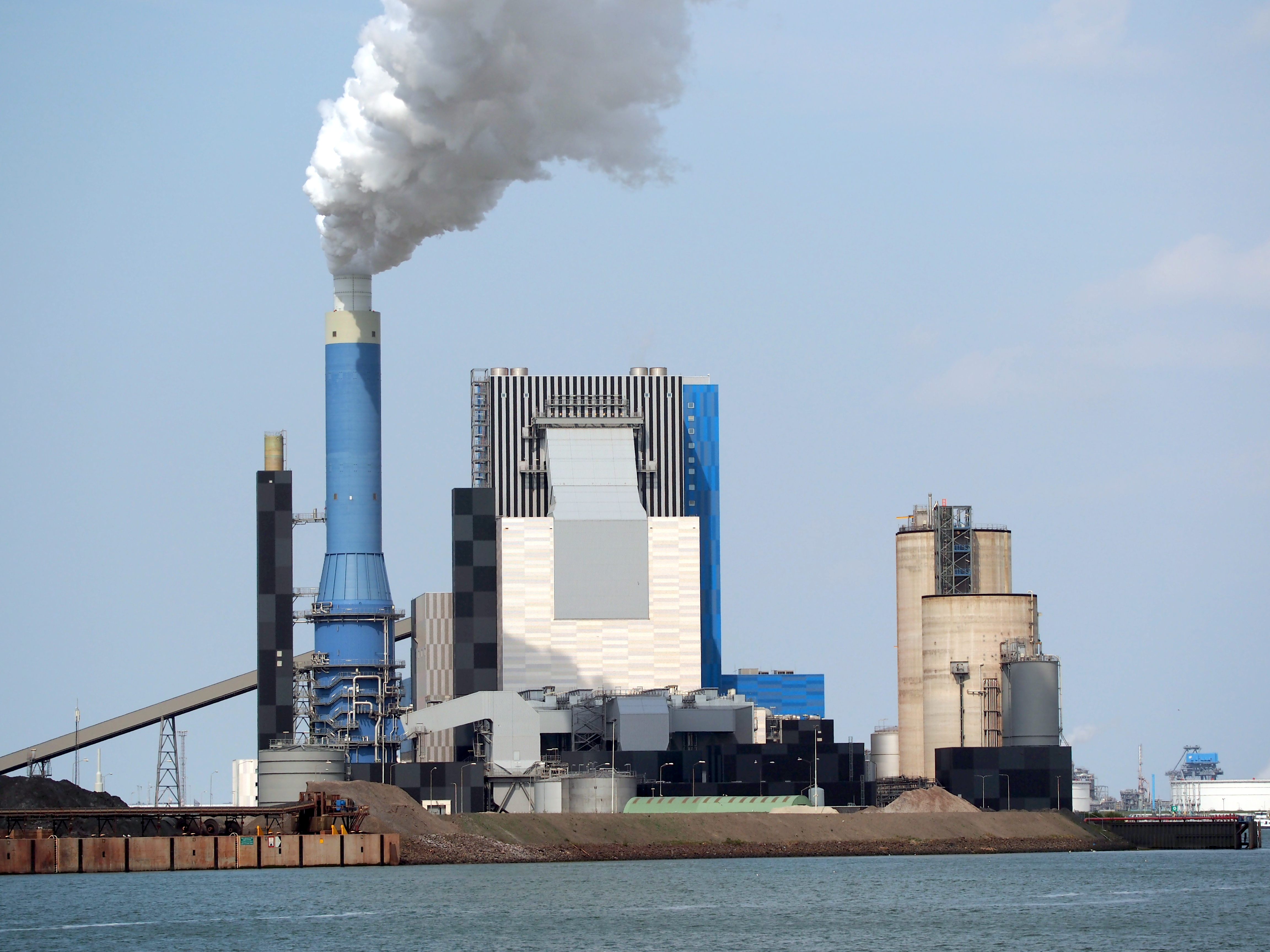
Engie Centrale Rotterdam (2015), goedgekeurd in 2007

Steenkool wordt in Europa al vanaf de 6e eeuw als brandstof gebruikt. Het belang ervan nam sterk toe sinds de industriële revolutie (in Nederland ongeveer vanaf 1850). Omdat er andere energiebronnen, zoals aardgas en aardolie, beschikbaar kwamen en de methoden om steenkool te winnen duurder werden, liep het steenkoolaandeel in diverse landen in West-Europa vanaf ca. 1950 terug. In de jaren na 1965 werd de steenkoolwinning in Nederland stopgezet. Na de Oliecrisis van 1973 kregen kolen weer een grotere rol van betekenis, maar dit stuitte in toenemende mate op milieubezwaren.
Halverwege de jaren 2000 werd het klimaatdebat steeds belangrijker, mede onder invloed van Al Gore's documentaire An Inconvenient Truth (2006), terwijl ondertussen nog steeds meer kolencentrales werden gebouwd. Dit kwam hoofdzakelijk enerzijds omdat kolen goedkoper werden dan het minder milieuvervuilende gas (onder andere omdat de Verenigde Staten massaal overschakelden naar schaliegas, kelderde de wereldwijde vraag naar en dus de prijs van steenkool), anderzijds omdat kolen overal verkrijgbaar waren in tegenstelling tot olie en gas, waarvoor het westen steeds afhankelijker werd van politiek dubieuze landen zoals Rusland onder Poetin, Venezuela onder Chavez en Iran onder Ahmadinejad.
In 2007 besloot het kabinet-Balkenende IV (CDA, PvdA en ChristenUnie) tot de bouw van drie nieuwe kolencentrales. De PvdA was eigenlijk tegen, maar schikte zich naar de meerderheid binnen de coalitie. De centrales zouden hun CO2-uitstoot ondergronds opvangen, maar anno 2016 was dat nog steeds niet het geval, volgens Uniper omdat subsidie hiervoor ontbrak. Nadat twee van de nieuwe centrales opengingen in 2015, is Nederlands CO2-uitstoot flink toegenomen.

### Uitfasering (kabinet-Rutte II)

#### Energieakkoord 2013
Bij het Energieakkoord voor duurzame groei (6 september 2013) heeft het kabinet-Rutte II (VVD en PvdA) met 40 organisaties afgesproken om, als onderdeel van de energietransitie, de 5 oudste kolencentrales uit de jaren '70 en '80 te sluiten. Het ging daarbij om Engie's Elektriciteitscentrale Gelderland in Nijmegen (1981–2015), EPZ's Kolencentrale Borssele (1987–2015, voortijdig gesloten na een reeks incidenten, waaronder brand) en eenheid 8 van RWE's Amercentrale (Amer-8) in Geertruidenberg (1980–2015). Unipers Maasvlakte I en II (1973/4) zijn gesloten op 1 juli 2017. De Willem-Alexander Centrale te Buggenum was al op 1 april 2013 door Nuon zelf gesloten, omdat zij niet meer rendabel was gezien de lage stroomprijzen tegenover de hoge draaikosten.

#### Rechtszaak Urgenda en Klimaatwet

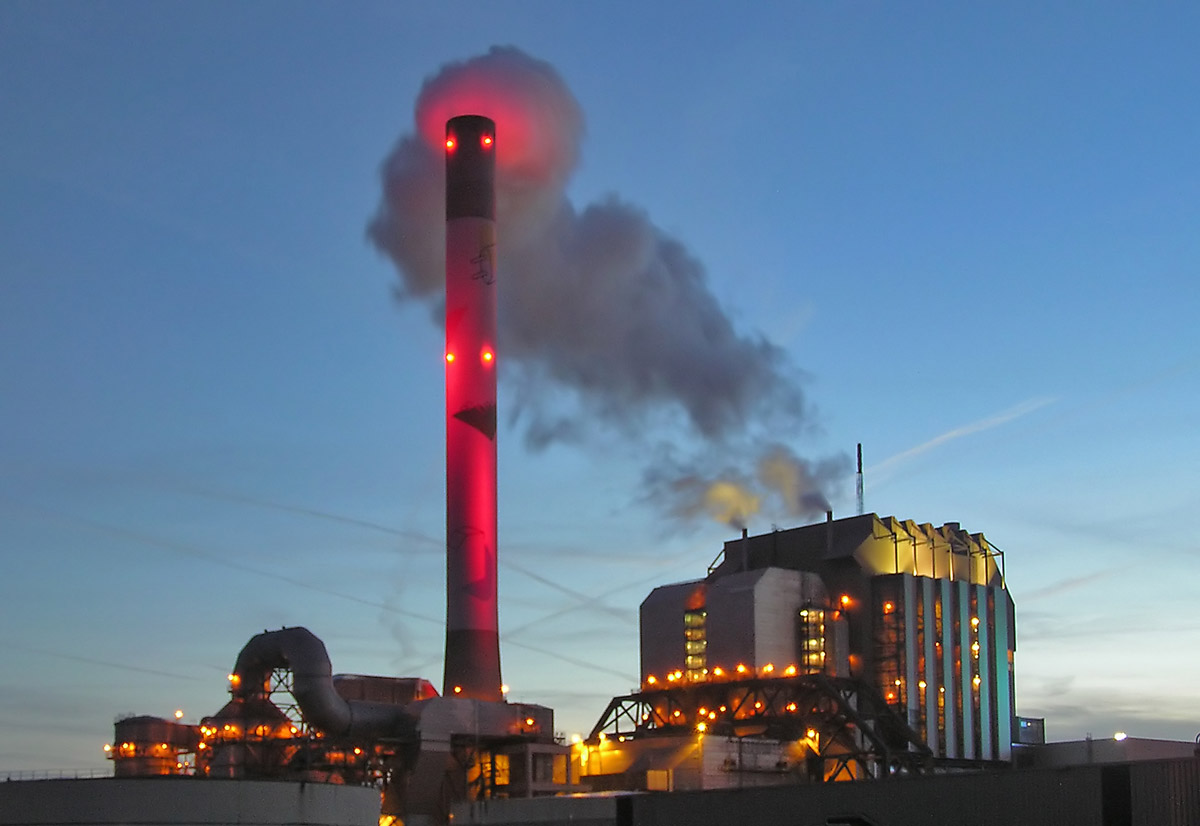
De Elektriciteitscentrale Gelderland sloot op 21 december 2015

Op 24 juni 2015 won Stichting Urgenda een rechtszaak tegen de Nederlandse staat om deze te dwingen de uitstoot tegen 2020 met 25% te beperken ten opzichte van 1990. Omdat klimaatmaatregelen daardoor niet meer uitgesteld mochten worden, kwam het sluiten van kolencentrales als belangrijke uitstoters van broeikasgassen nog meer in het vizier. Op 24 september 2015 presenteerde de Raad voor de leefomgeving en infrastructuur (Rli) een advies aan het kabinet om een klimaatwet aan te nemen. Daarin zou staan hoeveel Nederland elk jaar maximaal mag uitstoten, met de bedoelding de overheid er op lange termijn toe te verplichten de CO2-uitstoot tegen 2030 met 55% en tegen 2050 met 95% te reduceren. Jesse Klaver (GroenLinks) en Diederik Samsom (PvdA) namen dit plan voor een Klimaatwet over (inclusief sluiting van alle kolencentrales), wat zij op 23 november 2015 presenteerden bij Pauw. De verwachting was dat D66 positief maar CDA en coalitiepartner VVD negatief zouden reageren.

#### Klimaattop Parijs 2015
Op 21 november 2015, in de aanloop naar de Klimaatconferentie van Parijs 2015 (30 november tot 12 december), pleitten 64 hoogleraren ervoor om tegen 2020 alle kolencentrales te sluiten. Dit was qua energiecapaciteit mogelijk, omdat Nederland (huishoudens, bedrijven en industrie) maar 20 gigawatt energie verbruikt, terwijl de totale capaciteit 33 gigawatt is. Aangezien de kolencentrales 7,5 gigawatt kunnen leveren, zou er na hun sluiting dus nog 5 gigawatt overcapaciteit zijn. De sluiting zou €524 miljoen euro kosten, maar €238 miljoen besparen aan SDE en subsidie op biomassa, waardoor de totale kosten neer zouden komen op €286 miljoen oftewel €10,23 per jaar per Nederlander. Wel moeten dan wellicht de gascentrales (tijdelijk?) meer energie produceren en waar dat gas vandaan moet komen is ook een heikel punt; in het Groningse Slochteren moet de NAM vanwege aardbevingen juist minderen, Russisch gas ligt politiek ook zeer gevoelig, dus Noorwegen zou wellicht een optie zijn.

#### Besluit tot uitfasering
Op 26 november 2015 nam een Kamermeerderheid (bestaande uit PvdA, SP, D66, ChristenUnie, GroenLinks, PvdD, 50PLUS, Kuzu/Öztürk en Klein) de motie van D66-Kamerleden Stientje van Veldhoven en Steven van Weyenberg aan, waarin het kabinet gedwongen werd om de kolencentrales uit te faseren. Hier was echter geen termijn aan gebonden, omdat hiermee mogelijk het Energieakkoord onderuit gehaald zou worden. Tegenstanders van sluiting hebben onder meer moeite met het feit dat drie van de centrales pas net geopend zijn in 2015 en 2016 en ook de meest milieuvriendelijke van allemaal zijn. Zeker naarmate er meer biomassa (bijvoorbeeld houtsnippers) worden gestookt in plaats van kolen (een optie waarvoor het kabinet lang pleitte), zou de uitstoot al behoorlijk afnemen, maar de meeste voorstanders van sluiting gaat dit niet ver genoeg.

#### Acties en overleg voor totale sluiting
Op 10 februari 2016 werd in Den Haag een petitie van Greenpeace voor het sluiten van alle kolencentrales met 45.000 ondertekenaars aangeboden aan de Tweede Kamer, waar Kamerleden Smaling (SP), Van Tongeren (GroenLinks), Dik-Faber (ChristenUnie) en Wassenberg (PvdD) hun steun voor uitspraken. Dezelfde dag beklommen actievoerders van Greenpeace de nieuwe kolencentrale van E.ON in Rotterdam en beschreven die met de namen van de 45.000 ondertekenaars onder het motto "#kolenuit" en "#windaan", waarbij windenergie als alternatief werd bepleit. De SP wilde de centrales alleen sluiten als de werkgelegenheid van de honderden werknemers werd gewaarborgd.
Vanaf april 2016 hebben coalitiepartijen VVD (tegen sluiting) en PvdA (voor sluiting) maandenlang onderhandeld over het sluiten van twee van de vijf resterende centrales als compromis (de 'Hemweg' in Amsterdam en de 'Amer' in Geertruidenberg). Op 22 september 2016, tijdens de algemene beschouwingen en vlak voordat premier Rutte het Akkoord van Parijs zou ondertekenen in New York, nam de Kamer met 77 stemmen voor (inclusief de PvdA) en 72 tegen (waaronder de VVD) een motie van Pechtold (D66), Segers (ChristenUnie) en Klaver (GroenLinks) aan, waarbij sluiting van kolencentrales 'in lijn' moest zijn met een verplichte CO2-reductie van 25% in 2020 en 55% in 2030 ten opzichte van 1990. Aanvankelijk leek het kabinet nog het 2/5-compromis te kunnen bereiken, maar in januari 2017 werden ze het definitief oneens en besloten het dossier door te schuiven naar een volgend kabinet. De Kamermeerderheid en de milieubeweging, waaronder Greenpeace en Natuur & Milieu, waren verontwaardigd. Klaver noemde het besluit "bizar": "Hallo, het is 2017, de tijd van kolencentrales is nu echt voorbij." Volgens Van Veldhoven "verprutst dit kabinet op de valreep de mogelijkheid om écht iets te doen aan klimaatverandering" en PvdA-Kamerlid Mei Li Vos had een wetsvoorstel klaar om alle centrales alsnog uiterlijk 2030 te sluiten.

#### Verkiezingen 2017

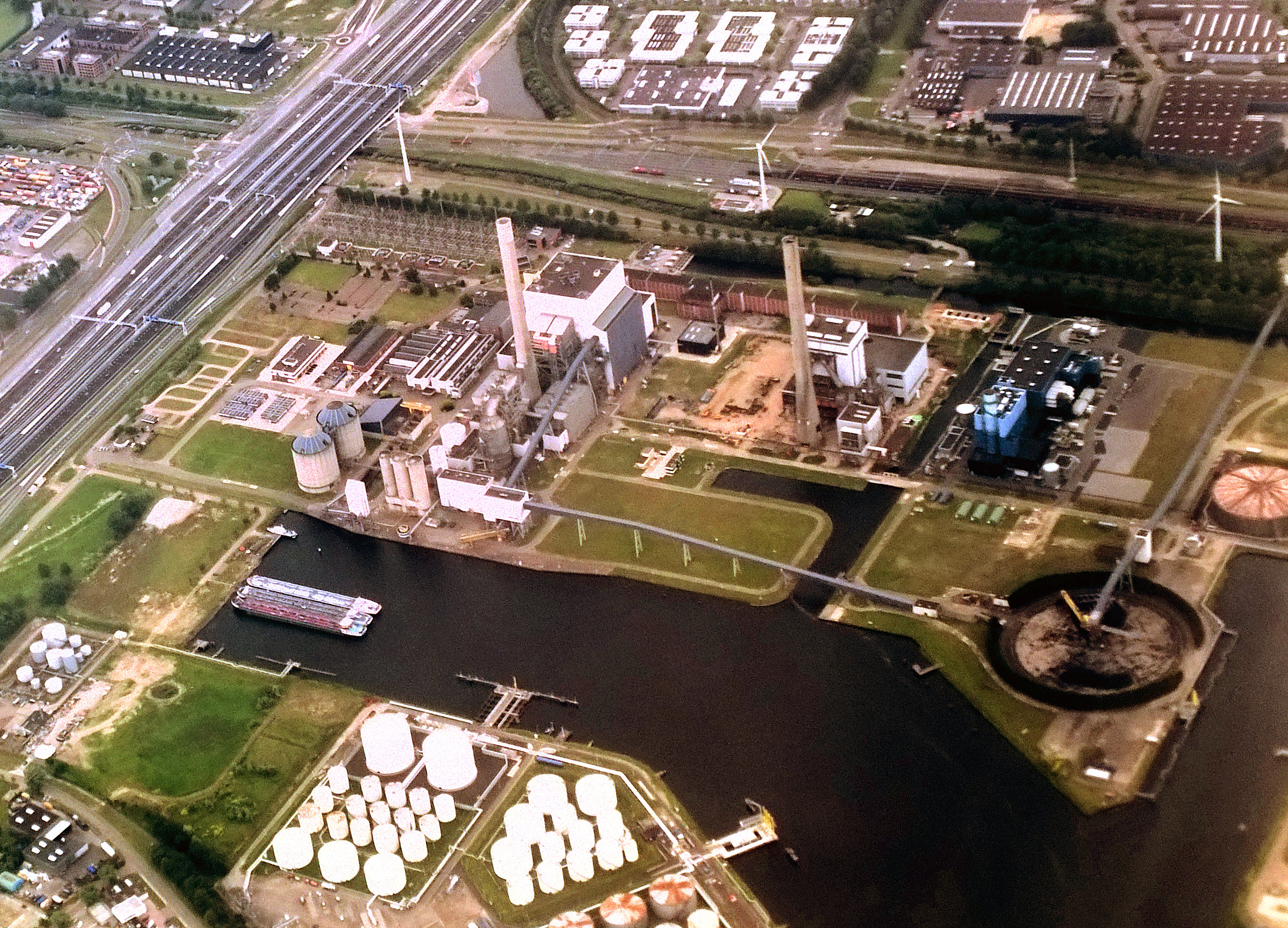
Centrale Hemweg, juli 2014. Links Hemweg-8 (kolen), midden Hemweg-7 (wordt gesloopt) en rechts Hemweg-9 (gas)

Daarmee werd het een belangrijk thema voor de Tweede Kamerverkiezingen 2017. GroenLinks wilde de centrales binnen de komende kabinetsperiode (4 jaar, dus uiterlijk 2021) sluiten, de PvdA 'zo snel mogelijk', D66 'voor 2025' en de SP uiterlijk in 2027; VVD en CDA noemden kolencentrales niet in hun verkiezingsprogramma's. Enkele dagen na het kabinetsbesluit tot sluitingsuitstel hadden D66, de SP en de ChristenUnie zich bij het Klimaatwetsvoorstel van PvdA en GroenLinks uit 2015 aangesloten. De VVD en PVV, die voorop gingen in de peilingen, moesten er echter niets van weten. Op 13 februari dook het online videospel "SuperKlaver" op, waarbij de speler als een Super Mario-achtige Jesse Klaver vier kolencentrales moet sluiten en onderweg Geert Wilders (PVV) als opponent tegenkomt. GroenLinks-vrijwilliger Arthur Dingemans had de game bewust buiten de officiële campagne om gemaakt, maar toch werd het spel populair. Sybrand Buma (CDA) stelde op 10 maart dat er nog geen alternatief was voor de centrales en ze daarom nog niet konden worden gesloten: "Het gaat veel geld kosten omdat de energiemaatschappijen moeten worden uitgekocht".

#### Formatie 2017
Na de verkiezingen van 15 maart 2017 kwamen VVD, CDA, D66 en GroenLinks aan de onderhandelingstafel te spreken over de toekomst van de kolencentrales. Begin april leek het CDA inmiddels bereid om samen met D66 en GroenLinks alle centrales te sluiten. Daarop werd personeel van de centrales in Amsterdam en Rotterdam onrustig en dreigde met stakingen om inkomenszekerheid te krijgen, bijvoorbeeld in de vorm van een compensatiefonds. Nuon wilde Hemweg-8 best sluiten, maar zei hiervoor 55 miljoen euro nodig te hebben, vooral voor een vertrekregeling van de ruim tweehonderd werknemers. In reactie hierop werd op 7 april de crowdfundingsactie "Wij willen #Hemweg" gestart door onder meer duurzame-energieleverancier Vandebron, Triodos Bank en de Stichting DOEN, die wel 1 miljoen wilden bijdragen; het totale gespaarde bedrag was inmiddels 5 miljoen. Greenpeace en het burgerinitiatief Hete Kolen sloten zich bij de actie aan en de gemeente Amsterdam overwoog ook 1 miljoen te doneren.
Engie gaf ook aan zo snel mogelijk af te willen van zijn centrale op de Eerste Maasvlakte, terwijl buurman Uniper juist vocht om te overleven. Er waren plannen om de centrales te laten overschakelen op biomassa of reststromen uit de industrie of landbouw, maar dat zou een riskante investering zijn: ze moeten daarvoor worden omgebouwd, het zou slechts iets minder vervuilend zijn en voor de Kamermeerderheid is het waarschijnlijk überhaupt niet aanvaardbaar. Op 13 april demonstreerden zo'n honderd werknemers van Hemweg-8, vergezeld door tientallen werknemers van de Rotterdamse kolenbedrijven, voor een inkomenszekere vertrekregeling. Vakbond FNV, dat opkomt voor de belangen van de 2800 arbeiders die door de sluiting hun baan zouden verliezen, pleitte voor een kolenfonds van 800 miljoen euro. Op 20 juli bezetten actievoerders van Greenpeace het hoofdkantoor van Nuon onder de slogan "NuOff"; de milieuorganisatie meende dat de onderhandelingen te lang duurden en het tijd was dat Nuon zelf verantwoordelijkheid nam, omdat de kolencentrale Hemweg-8 'jaarlijks alleen al voor 90 miljoen euro aan gezondheidsschade' zou veroorzaken. In mei mislukte de eerste formatiepoging; GroenLinks verliet de onderhandelingen en de ChristenUnie mocht aanschuiven, vanaf eind mei onder leiding van Gerrit Zalm.

### Kabinet-Rutte III
Op 10 oktober 2017 presenteerden de vier partijleiders en Zalm een regeerakkoord, volgens welke alle kolencentrales voor 2030 gesloten moeten zijn. Er werd gemeld dat er bovendien al tijdens de aanstaande kabinetsperiode minstens een centrale zou worden gesloten, maar het regeerakkoord vermeldt alleen het volgende: "De kolencentrales worden uiterlijk in 2030 gesloten. In een te sluiten Nationaal klimaat en energieakkoord [sic] zullen met de sector afspraken worden gemaakt over het tijdpad. De subsidiëring van bijstook biomassa in kolencentrales wordt na 2024 stopgezet." Per 2030 wil het kabinet-Rutte III een CO2-reductie van 49% oftewel 56 megaton realiseren ten opzichte van 1990, waarvan de kolencentralesluiting 12 megaton (21,4% van de reductie, 11,7% van de totale CO2-uitstoot) zou innemen. Op 18 mei 2018 kondigde minister Eric Wiebes van economische zaken en klimaat aan dat de Hemwegcentrale en Amercentrale voor 2025 zullen moeten sluiten en de overige drie voor 2030, tenzij ze overschakelen op een duurzamere brandstof; energieopwekking middels steenkool zal bij wet worden verboden. Het kabinet weigert daarmee eerdere voorstellen om de centrales uit te kopen, hetgeen Nuon accepteerde, maar leidde tot felle kritiek van de milieubeweging en RWE. Greenpeace liet weten dat de termijn van 2025 'rijkelijk laat' was, ze met gemak nog voor 2020 gesloten kunnen worden en het op deze manier zeer moeilijk zal worden om de CO2-uitstoot voor 2020 nog te reduceren met 25% ten opzichte van 1990, zoals de Urgenda-uitspraak de overheid verplicht. RWE verklaarde juridische stappen te overwegen vanwege het aangekondigde vervroegde verbod en stelde bovendien dat "de voorgestelde maatregelen geen deel uitmaken van een alomvattend, gebalanceerd energiebeleid. Ze zullen niet leiden tot een vermindering van CO2 op Europees niveau. Het is een onverstandige stap in de ontwikkeling naar een schonere toekomst."

#### Verbod op kolen voor elektriciteitsproductie
Op 5 juli 2019 nam de Tweede Kamer het wetsvoorstel voor een verbod op het gebruik van kolen voor elektriciteitsproductie aan. Op 10 december 2019 ging ook de Eerste Kamer akkoord. De wet heeft als gevolg dat de Hemwegcentrale in Amsterdam tot 2020 kolen mag verstoken, de Amercentrale in Geertruidenberg tot 2025 en de Eemshavencentrale in de Eemshaven en de MPP3 en Engie centrales in Rotterdam tot 2030. Hoewel de wet niet het gebruik van een andere soort brandstof in de centrales verbiedt, is sluiting van de centrales (zoals is gedaan met de Hemwegcentrale) het meest waarschijnlijk. Het in de wet genoemde voornaamste alternatief is biomassa, maar hier worden geen nieuwe subsidies meer voor verstrekt. Tevens is er veel politieke en maatschappelijke weerstand tegen verbranding van biomassa voor elektriciteitsproductie en heeft de Sociaal-Economische Raad hier negatief advies over uitgebracht. Rondom de in dat geval gedwongen sluiting van met name de drie recentst gebouwde centrales (2015, 2016), met een gemiddelde economische levensduur van 40 jaar, worden door verschillende eigenaren juridische stappen overwogen.
Op 17 juli 2020 werd een voorstel voor wijziging van de wet verbod op kolen ter consultatie ingediend. Met deze wijziging wil het kabinet de productie van elektriciteit met kolen reeds voor ingang van het algehele verbod beperken. Centrales mogen volgens het wetsvoorstel jaarlijks niet meer CO2 uitstoten door het gebruik van kolen dan 25%-35% van de uitstoot die veroorzaakt zou worden door volledige benutting van de productiecapaciteit met kolen. Aan uitstoot veroorzaakt door andere brandstoffen, zoals meegestookte biomassa, legt het wetsvoorstel geen beperkingen op. Het wijzigingsvoorstel is een direct gevolg van de Urgenda-verplichting van Nederland om voor eind 2020 de uitstoot in Nederland met 25% te hebben gereduceerd ten opzichte van 1990. Over een vergoeding voor de opgelegde productiebeperking wordt overlegd.